# Колдовство 6: Любовница Дьявола
Колдовство 6: Любовница дьявола (Witchcraft VI: The Devil's Mistress) — шестой фильм из серии фильмов ужасов под названием "Колдовство". Премьера в США состоялась 11 мая 1994 года сразу на VHS, режиссером фильма выступила Джули Дэвис. Является сиквелом фильма Колдовство 5: Танец с Дьяволом и приквелом к фильму Колдовство 7: Час расплаты.

## Сюжет
После того, как убийца Джонатан Ренквист заманивает девственниц обратно в свой дом, он и его подруга Кэт накачивают их с неизвестной целью. Тем временем, чернокнижника / адвоката Уильяма Спаннера вербуют детективы LAPD Лутц и Гарнер, чтобы помочь остановить серийного убийцу, который использует черную магию, в убийствах. Спаннер идентифицирует Саватини как наиболее вероятного убийцу из ряда возможных подозреваемых, но его не могут обвинить из-за нехватки доказательств. Хотя Спаннер предпочитает не участвовать, но когда Лутц и Гарнер исключаются из дела и он принимает более активное участие в расследовании. 
В то время как Ренквист находит девственницу для Саватини которая является секретаршей Спаннера - Дианой, и определяют Спаннера как главную угрозу его плану.
Участие Шпаннера в деле совпадает с делом о разводе, где он пытается поймать обманщика мистера Саватини, мужа его клиентки. Саватини - агент сатаны, который должен совершить ритуальную жертву во время солнечного затмения, чтобы привести сатану на Землю.

## Критика
Фильм получил в основном смешанные отзывы критиков.
AV Club находит режиссирование Джули Дэвис главным плюсом фильма и ссылается на её попытки поднять серию, при этом утверждает, что ей не с кем было работать.
От Creature Feature фильм получил одну из пяти звезд, также Creature Feature заявили, что этот фильм является важным шагом по сравнению с предыдущими фильмами в серии, вырождающимися в сексуальную мелодраму.
TV Guide нахошел фильм примитивным, заявив, что несмотря на женщину-режиссера, акцент здесь делается на дешевые острые ощущения сексуального характера.
Фильм имеет рейтинг свежести в 11% на Rotten Tomatoes.

## Связь с предыдущими и последующими фильмами
В фильме впервые появляются детективы Лутц и Гарнер, которые становятся полурегулярными в сериале. Однако начиная со следующего фильма Лутц становится персонажем женского пола. Подруга Спаннера Кели возвращается из предыдущего фильма, хотя ее играет другая актриса. Спаннер снова переходит в главную роль, после того, как сыграл второстепенную роль в прошлом фильме серии. Поскольку это первый сверхъестественный случай Лутца и Гарнера, они не хотят верить утверждениям Спаннера, но больше доверяют его теориям в более поздних фильмах.

## В ролях
- Джерри Спайсер - Уилл
- Дебра К. Битти - Кели
- Шеннон МакЛеод - Кэт
- Крэйг Степп - Джонатан
- Курт Алан - Лутц
- Джон Е. Холлидей - Гарнер
- Брайан Наттер - Саванти
- Стефани Суинни - Мери
- Дженнифер Брэнсфорд - Диана
- Джейн Кларк - Официантка
- Майкл Кейн - Коп

## Релиз
Премьера фильма на VHS в США состоялась 11 мая 1994 года, периздание на DVD прошло 10 января 2006 года.